# Villeneuve-lès-Bouloc
Villeneuve-lès-Bouloc – miejscowość i gmina we Francji, w regionie Oksytania, w departamencie Górna Garonna.
Według danych na rok 1990 gminę zamieszkiwały 882 osoby, a gęstość zaludnienia wynosiła 70 osób/km² (wśród 3020 gmin regionu Midi-Pireneje Villeneuve-lès-Bouloc plasuje się na 379. miejscu pod względem liczby ludności, natomiast pod względem powierzchni na miejscu 911.).

## Zabytki

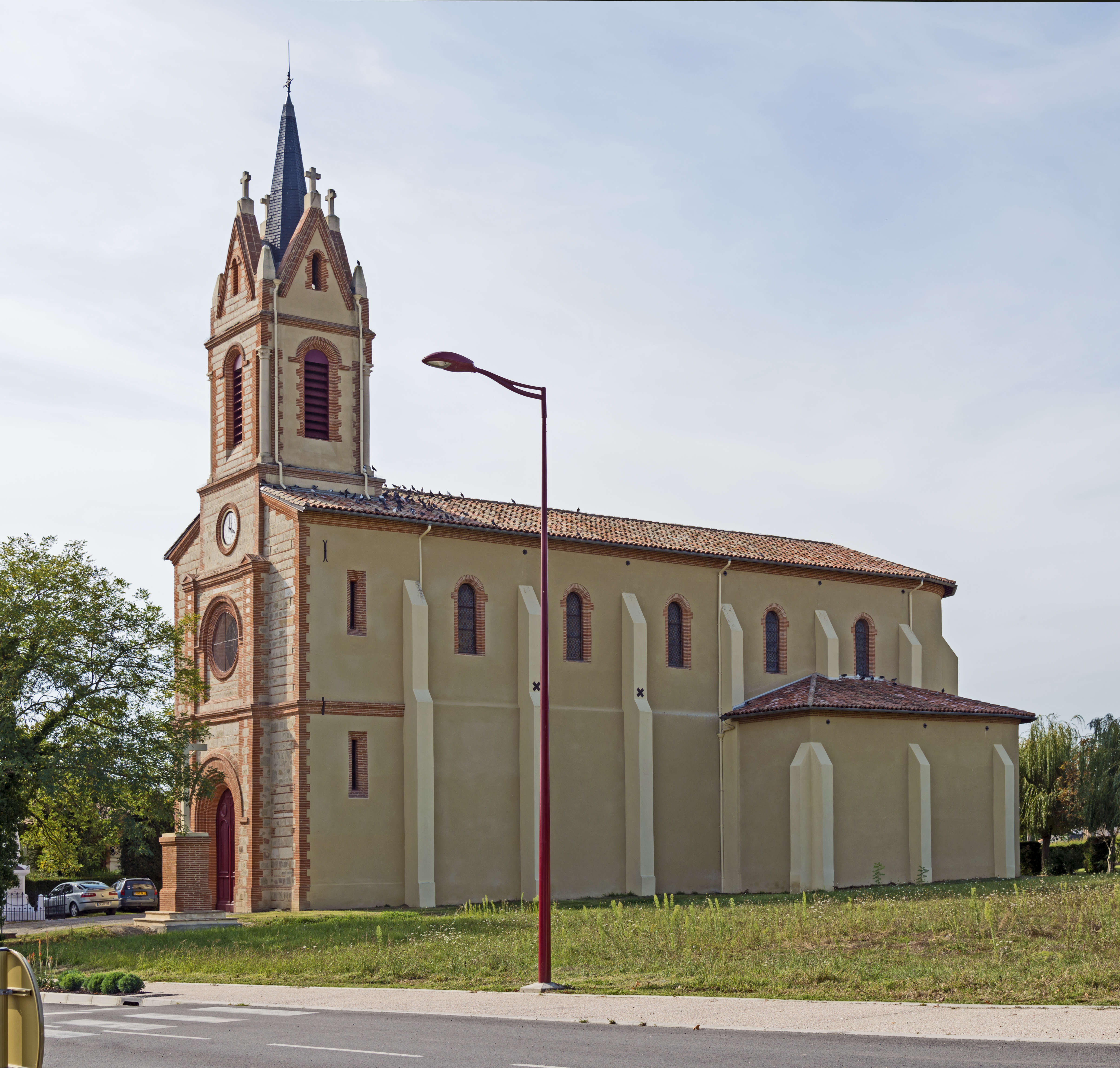
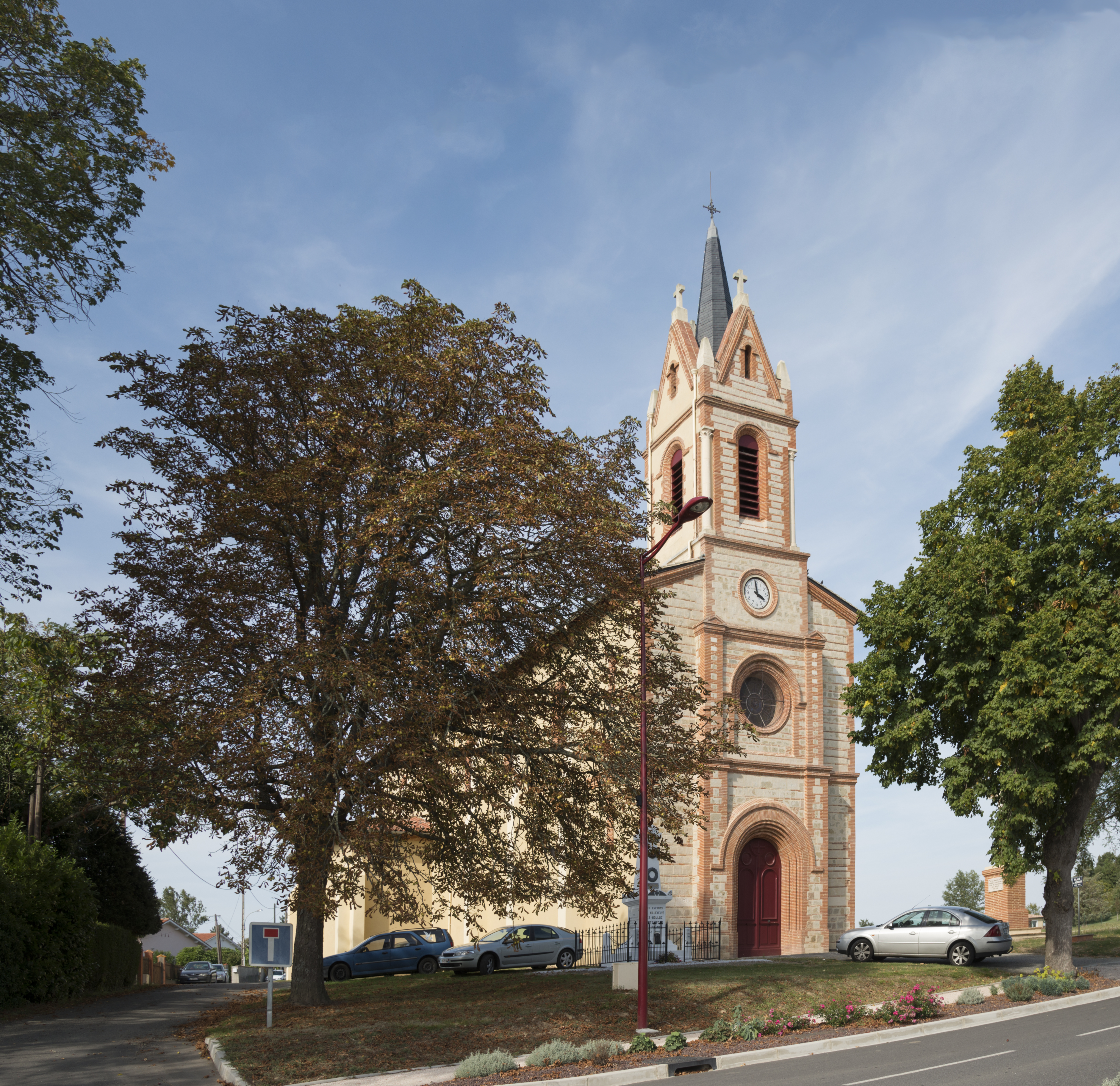
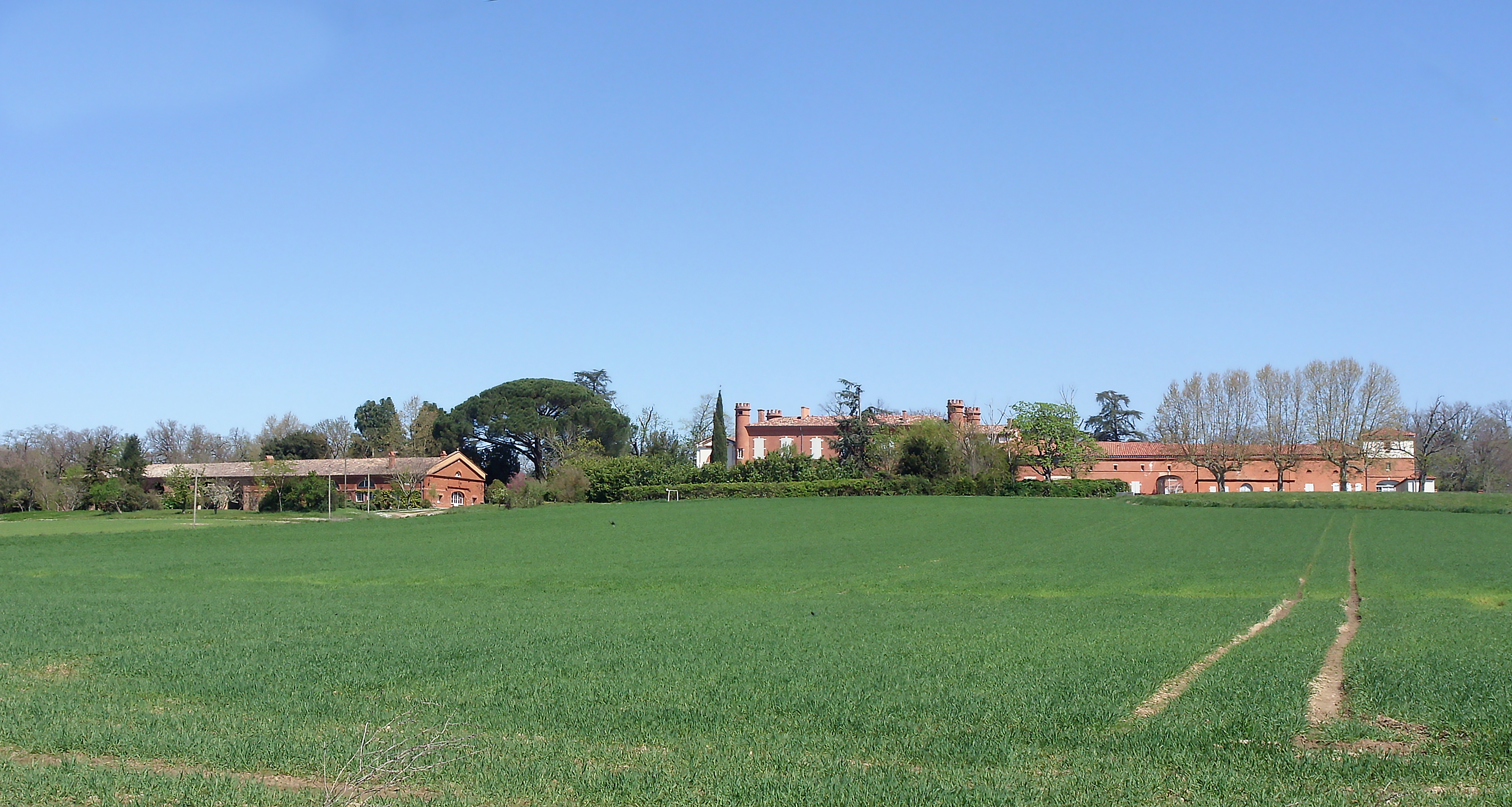